# Пристани Нью-Йорка
«Пристани Нью-Йорка» (англ. The Docks of New York) — немой фильм американского режиссёра Джозефа фон Штернберга, снятый по рассказу Джона Монка Сондерса «The Dock Walloper». Некоторыми киноведами признаётся шедевром, лучшей работой американского режиссёра.

## Сюжет
Кочегар Билл Робертс спасает молодую проститутку Мэй, собирающуюся топиться. Они неофициально «женятся» в ту же ночь. На следующее утро Билл должен снова выйти в море. Он говорит Мэй, что всё было не всерьёз — он просто хотел хорошо провести время. Позже Мэй обвиняют в краже одежды; на самом деле Билл украл её для Мэй, которой не во что было одеться. Он решает вернуться и несёт двухмесячное наказание.

## В ролях
- Джордж Бэнкрофт — Билл Робертс
- Бетти Компсон — Мэй
- Ольга Бакланова — Лу
- Клайд Кук — «Сладкий» Стив
- Митчелл Льюис — Энди, третий инженер
- Густав фон Сейффертиц — «Служебник» Гарри